# BMW S58

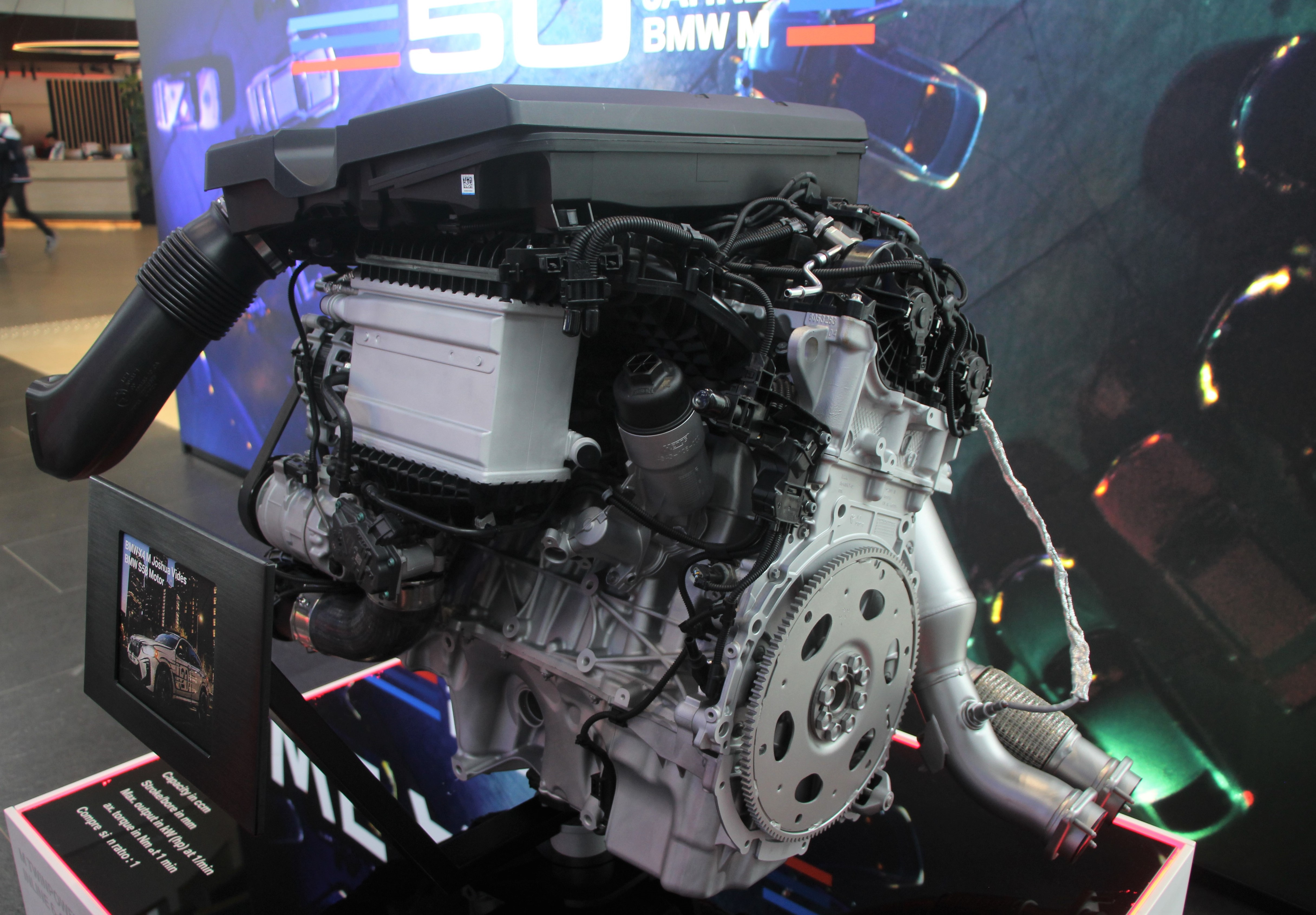
Вид сбоку

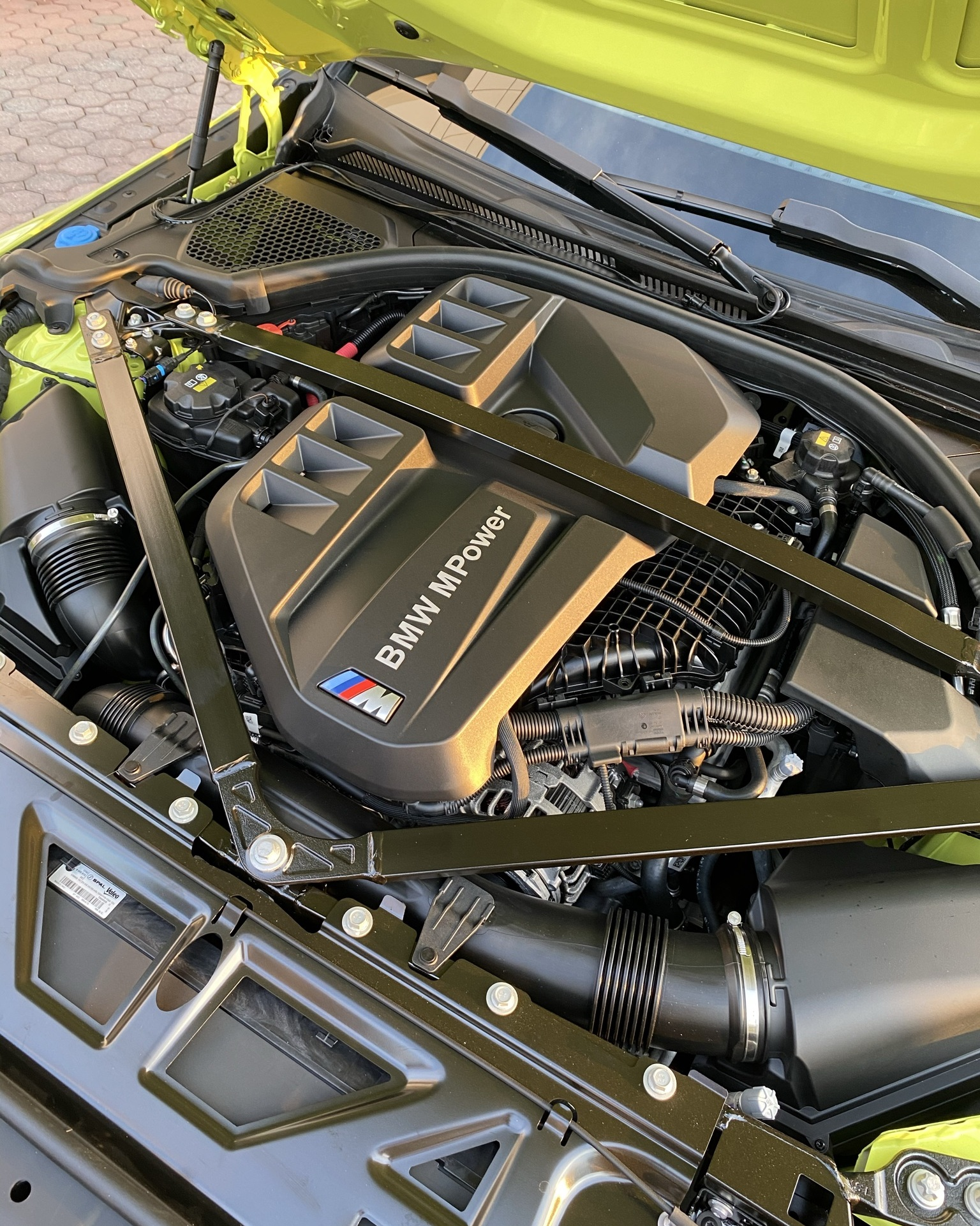
BMW S58 в BMW M3 (G80)

BMW S58 — бензиновый двигатель внутреннего сгорания производства компании BMW, выпускаемый с 2019 года. Является производной моделью от BMW B58.
Впервые был представлен на BMW F97 и BMW F98. Также устанавливается на BMW M2, M3 и M4.
Двигатель объёмом 3,0 литра развивает мощность от 338 кВт (460 л. с.). Крутящий момент составляет 550-730 Н*м в зависимости от автомобиля.

## Технические характеристики
| Модель                                          | Мощность                               | Крутящий момент              |
| ----------------------------------------------- | -------------------------------------- | ---------------------------- |
| M2 (G87)                                        | 338 кВт (460 л. с.) (при 6250 об/мин)  | 550 Н*м при 2650—5870 об/мин |
| Alpina B3 (G20-G21) (2019-2022)                 | 340 кВт (462 л. с.) (5000—7000 об/мин) | 700 Н*м при 2500—4500 об/мин |
| Alpina B3 (G20/G21) (2023-н.в)                  | 364 кВт (495 л. с.) (5000—7000 об/мин) | 730 Н*м при 2500—4500 об/мин |
| Alpina B4 Gran Coupe G26                        | 364 кВт (495 л. с.) (5000—7000 об/мин) | 730 Н*м при 2500—4500 об/мин |
| M3 (G80)/M4 (G82)                               | 353 кВт (480 л. с.) (при 6250 об/мин)  | 550 Н*м при 2650—6130 об/мин |
| X3 M (F97) /X4 (F98) M                          | 353 кВт (480 л. с.) (при 6250 об/мин)  | 600 Н*м при 2600—5600 об/мин |
| X3 M/X4 M Competition, M3/M4 Competition xDrive | 375 кВт (510 л. с.) (при 6250 об/мин)  | 600 Н*м при 2700—5950 об/мин |
| M3 (G80)/M4 (G82,G83) Competition               | 375 кВт (510 л. с.) (при 6250 об/мин)  | 650 Н*м при 2750—5500 об/мин |
| M3 CS (G80)/M4 CSL (G82)                        | 405 кВт (550 л. с.) (при 6250 об/мин)  | 650 Н*м при 2750—5950 об/мин |